# Carniella globifera
Carniella globifera är en spindelart som först beskrevs av Simon 1899.  Carniella globifera ingår i släktet Carniella och familjen klotspindlar. Inga underarter finns listade.